# Ministro de Asuntos de los Pensionados de Israel
El Ministro de Asuntos de los Pensionados de Israel (en hebreo: שר לענייני גמלאים, transliteración: Sar LaInyanei Gimla'im) es el jefe político del Ministerio de Asuntos de los Pensionados de Israel y está incluido en el gabinete israelí. El puesto fue creado a raíz del acuerdo de coalición entre Kadima y Gil (Partido de los Pensionistas) después de las elecciones de 2006.
El líder de Gil, Rafi Eitan, asumió el cargo el 4 de mayo de 2006, a pesar de que el propio Ministerio no se formó hasta que el voto de aprobación por la Knéset el 25 de julio de 2007.

## Lista de los ministros de Asuntos de los Pensionados
| N.º | Nombre                       | Retrato | Partido       | Duración del mandato  | Duración del mandato  |
| --- | ---------------------------- | ------- | ------------- | --------------------- | --------------------- |
| 1   | Rafi Eitan                   |         | Gil           | 4 de mayo de 2006     | 31 de marzo de 2009   |
| 2   | Benjamin Netanyahu (como PM) |         | Likud         | 31 de marzo de 2009   | 18 de marzo de 2013   |
| 3   | Uri Orbach                   |         | La Casa Judía | 18 de marzo de 2013   | 16 de febrero de 2015 |
| 2   | Benjamin Netanyahu (como PM) |         | Likud         | 16 de febrero de 2015 | 14 de mayo de 2015    |
| 4   | Gila Gamliel                 |         | Likud         | 14 de mayo de 2015    | En el cargo           |

1. ↑  Falleció en el cargo.

### Lista de viceministros
| N.º | Nombre   | Partido | Duración del mandato | Duración del mandato |
| --- | -------- | ------- | -------------------- | -------------------- |
| 1   | Lea Nass | Likud   | 31 de marzo de 2009  | 18 de marzo de 2013  |